# Alto Campo
El Alto Campo (oficialmente en catalán, Alt Camp) es una comarca española, situada en la provincia de Tarragona, Cataluña. 
Limita al norte con la comarca de la Cuenca de Barberá, al noreste con Noya, al este y sureste con el Alto Panadés y Bajo Panadés, al sur con el Tarragonés y al suroeste con el Bajo Campo. Su capital es la ciudad de Valls, situada en el centro de la comarca.
Es una de las tres comarcas que forman la región natural y veguería del Campo de Tarragona, resultantes de la división comarcal de 1936.
La actual comarca del Alto Campo no coincide con la definida por la Generalidad de Cataluña en 1936 y 1987. Una ley de enero de 1990 modificó los límites de diversas comarcas, entre las que se encontraba el Alto Campo. Debido a esta ley, el municipio de Maslloréns se segregó de la comarca del Alto Campo y se unió a la comarca del Bajo Panadés, y el municipio de Garidells se segregó de la comarca del Tarragonés y se unió a la comarca del Alto Campo. Se mantiene igual el número de municipios (23), pero se pierde una superficie de 3,56 km² y una población de 117 habitantes. El Alto Campo tenía en 1990 una superficie de 544,69 km² y una población de 33 794 habitantes, de los cuales más de la mitad se concentraban en su capital, Valls.
El Alto Campo es una comarca eminentemente agrícola. La industria se concentra alrededor de Valls, debido a la proximidad del complejo petroquímico situado en la comarca del Tarragonés.

## Historia

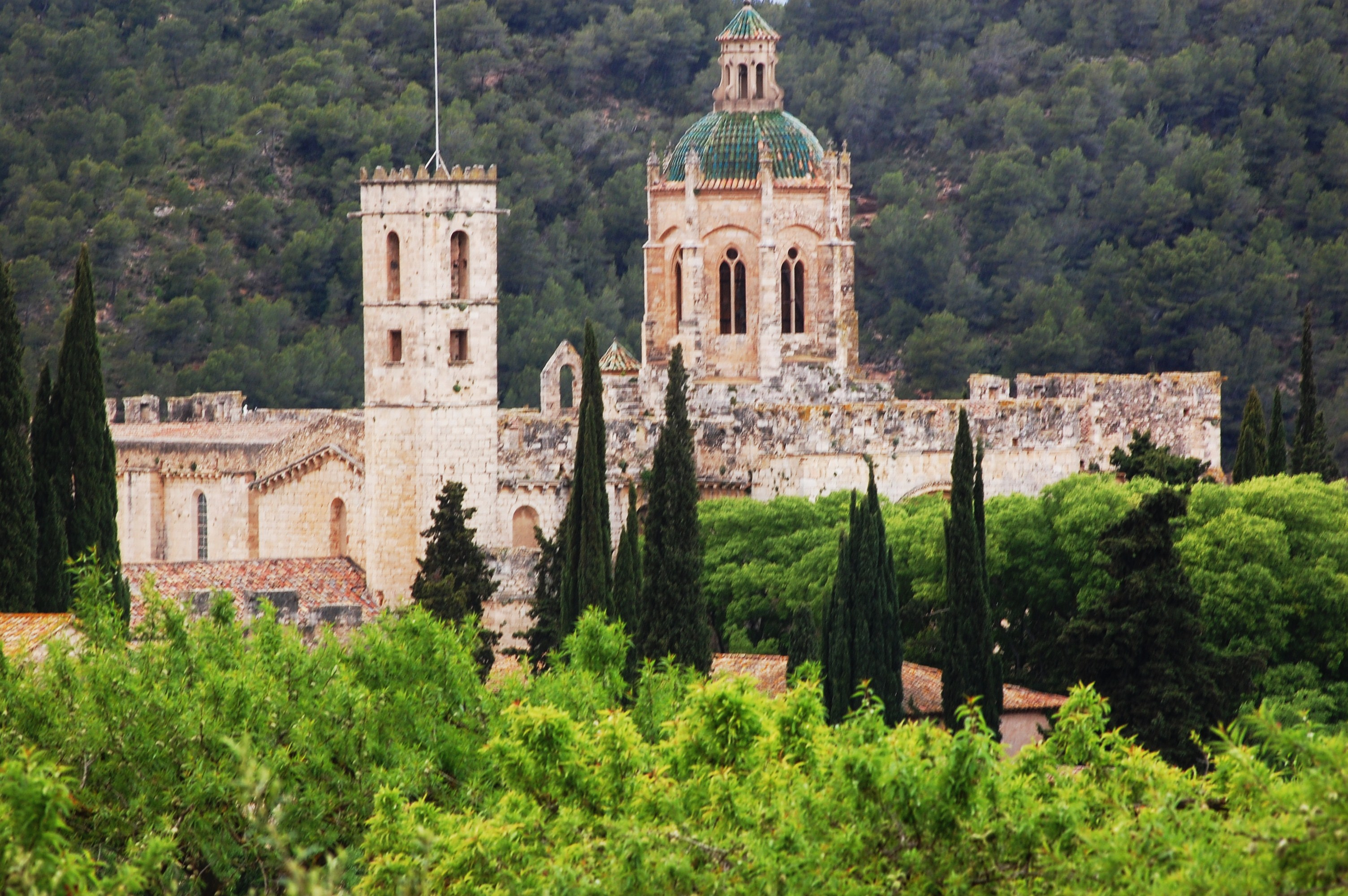
Monasterio de Santes Creus

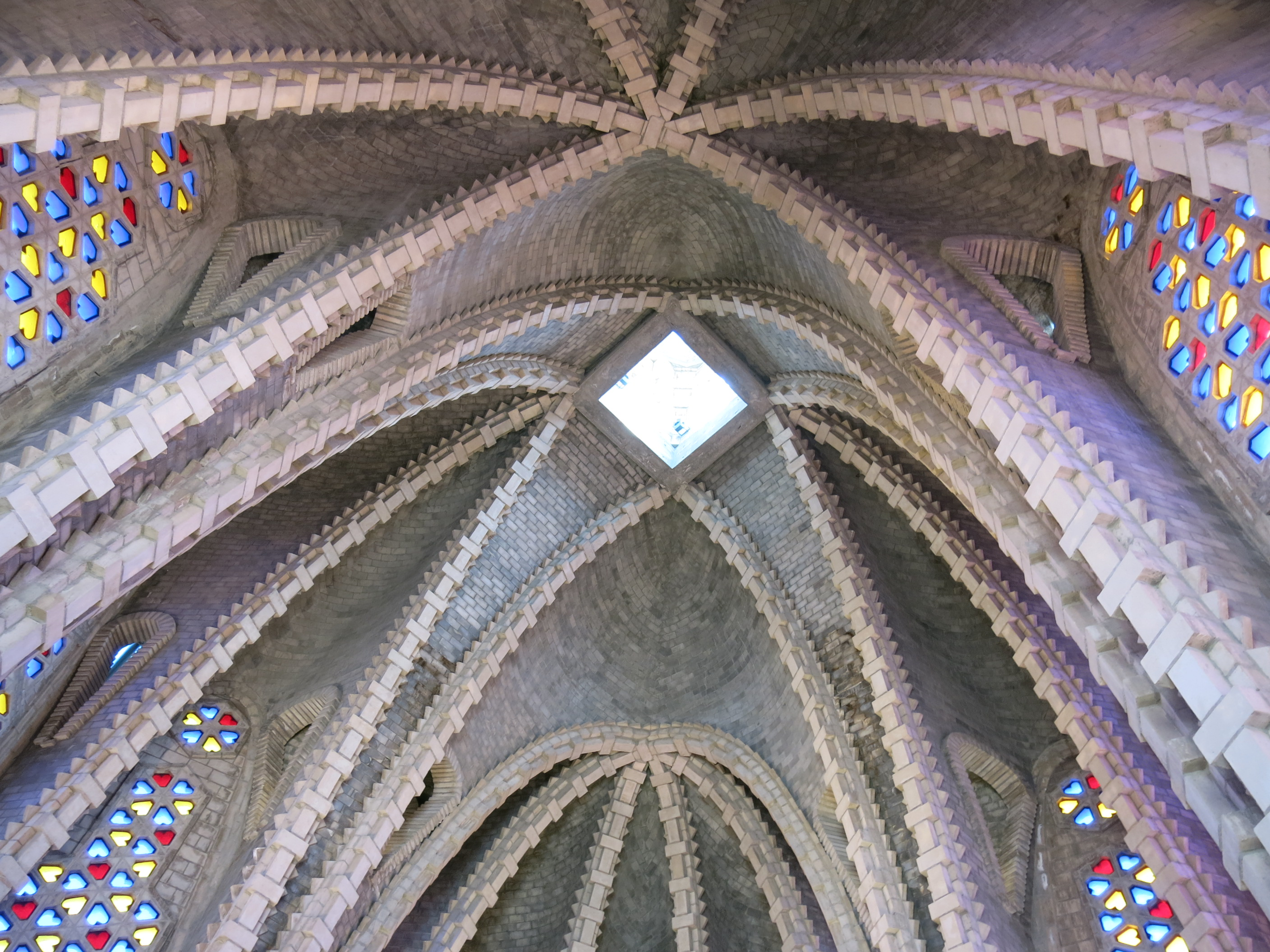
Interior del Santuari de la Mare de Déu de Montserrat, en Montferri

Con la Reconquista llevada a cabo por los condes de Barcelona se inicia el siglo X la ocupación del valle del Río Gayá por lo que numerosas villas se defienden con la construcción de castillos. Hay poca documentación sobre la anterior ocupación árabe. En 1259 se construyó el primer hospital documentado en Valls y hasta el siglo XV hay constancia de tres más. Destaca también la construcción del monasterio cisterciense de Santes Creus (Aiguamurcia), entre los siglos XII y XV. Valls es el centro tradicional de la comarca destacando ya en los siglos XIII y XV como segunda ciudad del Campo de Tarragona. Durante los siglos XVI y XVII la comarca acoge un buen número de inmigrantes franceses. En los dos siguientes siglos, destaca la penuria económica generada por la plaga de las langostas (1686-88) y el acogimiento de las tropas de paso movilizadas en la guerra contra Francia. Varias batallas de la Guerra de la Independencia Española tuvieron lugar también en la comarca, con la mención especial de la sangrienta batalla del Pont de Goi, en Valls (25 de febrero de 1809). Hubo también enfrentamientos entre liberales y absolutistas en Valls durante el reinado de Fernando VII y se creó un cuerpo voluntario para luchar contra el carlismo en 1833. En 1835, Valls se convierte en sede de un partido judicial de la recién creada provincia de Tarragona. De la segunda mitad del siglo XIX cabe destacar los primeros obreros movilizados en Valls (1864), la constitución de juntas extraordinarias por la revolución de septiembre de 1868 y las batallas de la tercera guerra carlista, entre las que destaca la de Vilabella el 18 de mayo de 1874, en la que los carlistas derrotaron a los liberales. Los procesos de desamortización que se llevaron a cabo durante el siglo afectaron a muchas propiedades de la comarca, por ejemplo, al monasterio de Santa Cruz, y que provocó su abandono por parte de los monjes en 1835. La última década del siglo se destaca por el surgimiento del corporativismo (Societat de Treballadors del Camp en 1888, Cooperativa de Vilarrodona en 1895, Cooperativa de Vallmoll en 1896). Los primeros años del siglo XX se destacaron por el sindicalismo, caracterizados a menudo en la comarca por dos enemistados y diferenciados como el sindicato de ricos y el de pobres. Durante la República, la Generalidad promueve la división comarcal de Cataluña de 1936 y la comarca se institucionaliza con el nombre de Alto Campo en referencia a la parte norte de la región tradicional del Campo de Tarragona. En las elecciones de 1936 la comarca se orientó al Frente Popular por un 59,7%. El golpe de Estado provocó el alzamiento de la CNT y las colectivizaciones agrarias. Tras la guerra y la dictadura que abolió la comarcalización, la reinstauración de la Generalidad de Cataluña introduce de nuevo las comarcas en 1987. La reforma de marzo de 1990 modifica las inclusiones de municipios a otras comarcas. Con esto, Maslloréns pasa a formar parte del Bajo Panadés y se anexiona al Bajo Campo el municipio de Els Garidells, antes integrante del Tarragonés.

## Geografía

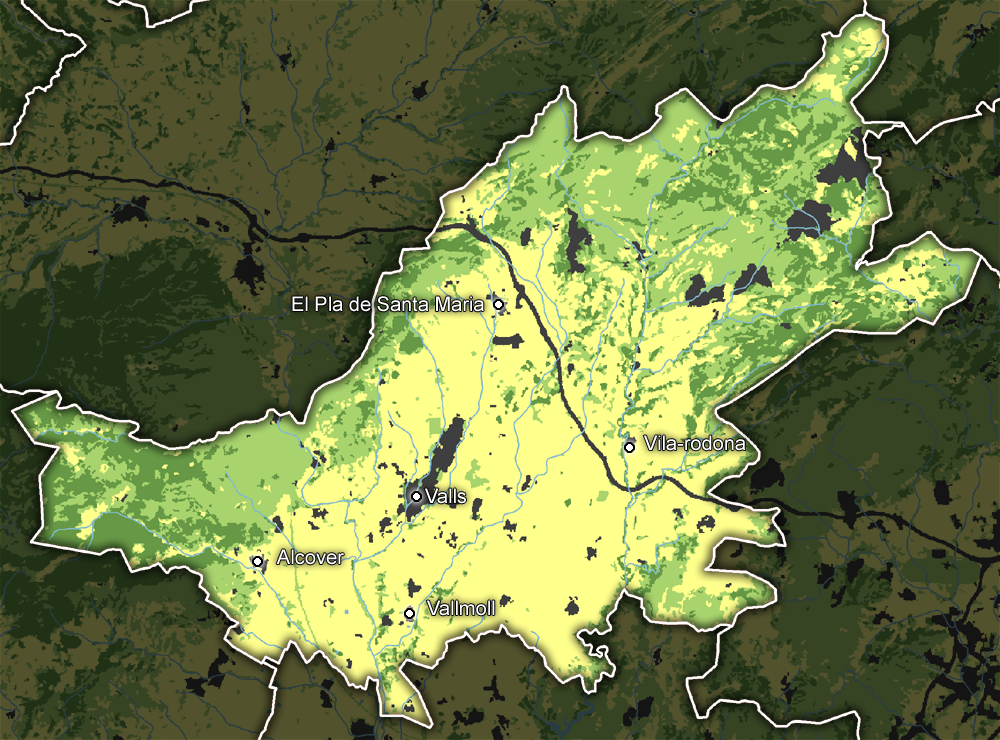
Usos del suelo y principales poblaciones del Alto Campo:

| Bosque denso Bosques claros, prados y matorrales Ríos y riachuelos Terrenos cultivados Núcleos poblados, urbanizaciones e infraestructuras |

### Orografía
La mayor parte de la comarca está formada por la planicie que comparte hacia el sur con las otras comarcas del Campo de Tarragona. Un semicírculo montañoso, la sección sur de la Cordillera prelitoral catalana, rodea las direcciones restantes. La altura del terreno varía desde los 200 m (72 m, el punto más bajo en el municipio de Garidells) hasta los 800 m (1126 m, la cota máxima de la Mola d'Estat, el límite comarcal por su lado noroccidental). 
Las montañas que limitan por el norte se pueden diferenciar en tres secciones: el Bloque del Gayá, la Sierra de Miramar y las Montañas de Prades, salvables por numerosos cuellos y valles fluviales. Del primer bloque destaca el área norte con elevaciones cercanas a los mil metros de la sierra de Ancosa (Formigosa, 995 m; Montagut, 962 m), mientras que hacia el sur va perdiendo importancia. A través de varias sierras (Comaverd, Cogulló) se conecta hacia el oeste con la Sierra de Miramar, un conjunto estrecho de formación elevada (Puig Pelat, 1071 m; Mola d'Estat, 1126 m) y que sirve de límite con la Cuenca de Barberá. Hacia el oeste se conecta con las Montañas de Prades que constituyen el límite oriental de la comarca. 
El llano gana altura suavemente hacia las montañas orientales y occidentales, aunque en esta dirección mediante terreno más escarpado, mientras que hacia el norte el desnivel se rompe de forma acusada.
Los ríos Francolí y Gayá son el eje de la planicie y que atraviesan de norte a sur. Ambos tienen un caudal similar, se mueven en terrenos similares, nacen en la depresión central catalana y se nutren de afluentes surgidos de las montañas colindantes. Sus regímenes son muy irregulares y durante largas temporadas pueden estar muy reducidos, y crecerse inmediatamente en la época de lluvias hasta causar desperfectos en las localidades por las que discurren. El Francolí es usado en la comarca por la industria y el regadío, y, en menor medida, para su uso urbano. La zona por la que discurre el Gayá, la mitad oriental de la comarca, es más rural, por lo que su uso es destinado básicamente a la agricultura. Por el área más nororiental de la comarca también discurren pequeños segmentos de la cuenca hidrográfica del Foix (municipios de Aiguamurcia y Querol) y del Llobregat (Querol).

### Clima

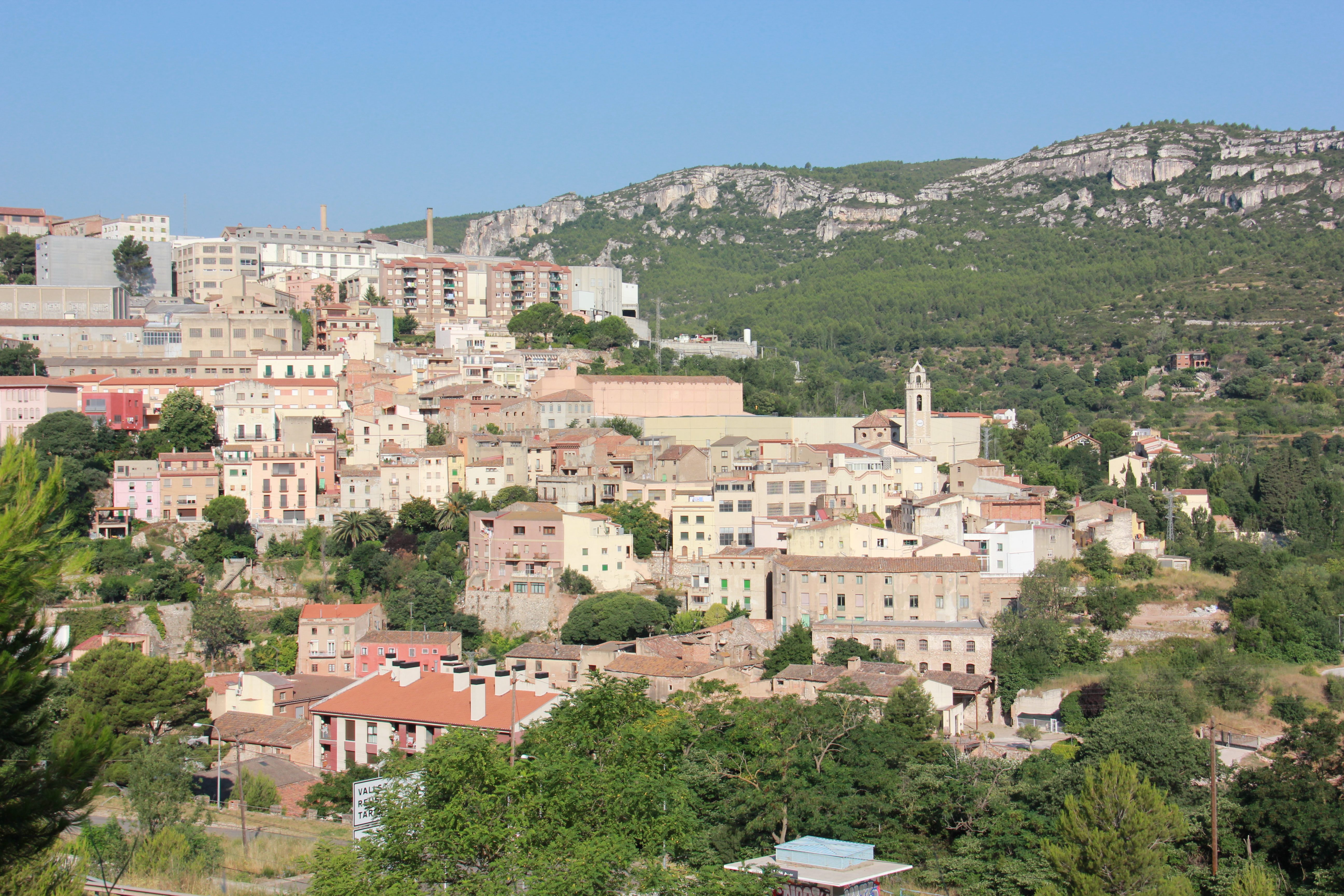
La Riba

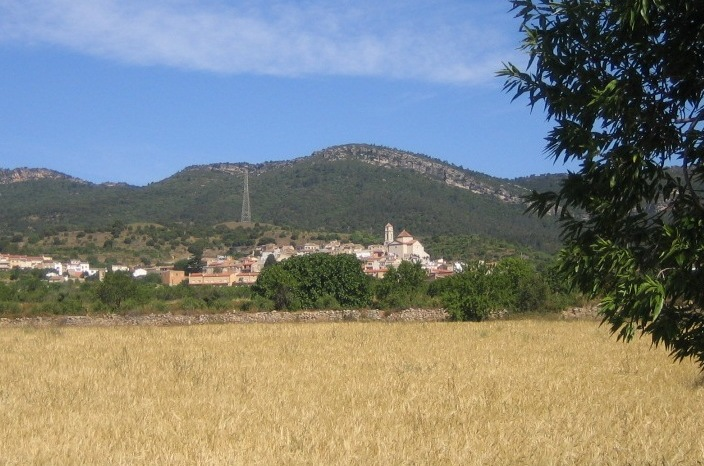
Paisaje típico de la comarca

Como resultado a su peculiar orografía, el Alto Campo tiene un clima suave y moderado, aunque diferenciado entre la llanura y la montaña. Las montañas protegen a la llanura de los vientos del interior mientras que esta se resguarda y se ve influenciada por el mar Mediterráneo, aunque de acción moderada debido a su distancia. La temperatura media anual oscila entre los 14°C y 16 °C. La diferencia entre estaciones es ligera, con una variación de unos 15 grados entre verano e invierno. 
Las precipitaciones también se ven configuradas en gran medida por la orografía, por lo que la mayoría de lluvias vienen por el costal mediterráneo. Suelen ser inestables, aunque presentando lluvias intensas y en ocasiones peligrosas y aguaceros. En la llanura, las precipitaciones rondan los 500-600 mm y en las áreas montañosas asciende hasta los 800 mm. Abundan en otoño y primavera y escasean en verano.

### Vegetación
La vegetación es similar a la de las comarcas circundantes, propiamente de llanura mediterránea aunque con variaciones muy locales. A partir de los 200 o 300m destaca la encina (Quercus ilex) junto a arbustos y lianas, aunque a más altura y humedad se ve sustituida de pino laricio (Pinus nigra). En la montaña, en la periferia de la comarca, destacan comunidades de pinares, entre los que destacan el pino rojo (Pinus sylvestris) y quejigo o roble carrasqueño (Quercus faginea ssp. valentina). En algunos espacios se acompaña de pino blanco (Pinus halepensis) y si el terreno es húmedo, de boj (Buxus sempervirens). Ocupan terrenos de montaña y las llanuras libres de cultivo. En terrenos calcáreos y más secos, el terreno está ocupado por garrigas y otros matorrales, altamente susceptible al fuego y que ha causado numerosos incendios en la zona, provocando la disminución de encinas.

### Espacios protegidos
La comarca cuenta con varios espacios de protección especial, todos ellos catalogados dentro del PEIN, el Plan de Espacios de Interés Natural de Cataluña. Con un total de 5 espacios que discurren por el territorio, el Alto Campo dispone de 150,78 km² de espacio natural protegido. Los espacios son: Montañas de Prades, Tossal Gros de Miramar, Sistema prelitoral central, El Montmell-Marmellar y Río Gayá-Albereda de Santa Cruz.

## Economía

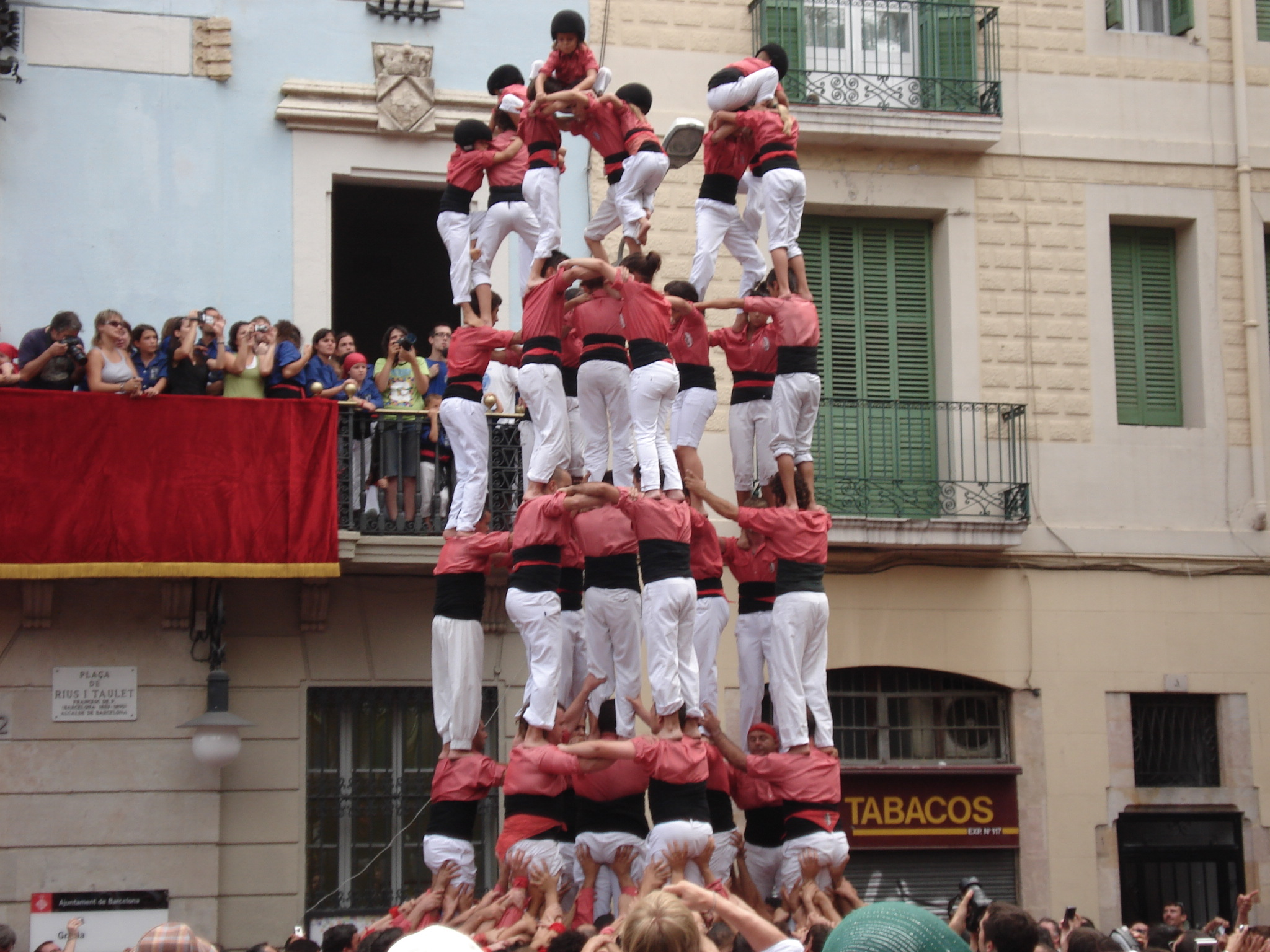
Castells, una importante actividad cultural y atracción turística a la comarca

La comarca del Alto Campo ha sido siempre tradicionalmente agrícola. Sin embargo, durante los años 60 y 70 se incrementó el peso del sector secundario, por influencia de la industrialización del Campo de Tarragona. Hoy en día, en este sector trabaja más de la mitad de la población activa. El sector agrícola ha ido perdiendo desde entonces superficie de cultivo, aunque la pérdida se ha suavizado en los últimos años. La pérdida fue general y no afectó a ningún cultivo en particular. La vid es la cosecha que ocupa más superficie, seguida por el cultivo del avellano. Destaca en este sentido las cooperativas agrarias creadas durante el siglo XIX. La producción del vino se inscribe en buen número en las denominaciones de origen de Tarragona (creada en los años 30) y Cataluña (creada en 1999). La ganadería es menos importante, y se concentra mayoritariamente en el porcino y aviar.
La industria se concentra en la capital, aunque últimamente también destacan otros municipios mayores. El sector más importante es el metalúrgico, pero hay también cierto peso en otras industrias como la del papel, el material de construcción, el textil, y la alimentación. El sector terciario es menor, pero últimamente ha ganado terreno especialmente por el incremento del turismo, centrado en lo gastronómico (calçotadas) y los castellers. Los servicios se concentran mayoritariamente en Valls.

## Demografía
El Alto Campo ha sido desde siempre un territorio bastante despoblado. Se comenzó a repoblar a lo largo de los siglos XI y XII. Los primeros fogajes (fogatges en catalán) del siglo XIV, incompletos, señalan una densidad aproximada de 3 focs ("casas habitadas") por km², en conjunto unos 1640 hogares. Durante los dos siglos siguientes la despoblación y las enfermedades disminuyeron ese dato hasta los 1,73 hogares/km². La situación se restableció en el siglo XVI con la llegada de nuevos habitantes y el fin de la peste negra, se alcanzaron los 3,05 focs/km², similar a dos siglos antes. Fue incrementándose la población, especialmente durante el siglo XVIII (de 9383 habitantes en 1718 a 25 443 en 1787). En el siglo XIX Valls, con 16 084 habitantes, era la quinta ciudad catalana por población y la comarca contaba en 1860 con 38 822 habitantes. En los años siguientes volvió el retroceso, con la llegada de la industria y épocas de crisis en el campo (filoxera), el siglo XIX desciende en continuo hasta los años 50 a 28 475 habitantes. El movimiento migratorio en Cataluña de aquellos años, al principio orientado a Barcelona y su área metropolitana, aunque posteriormente a otras áreas como el Campo de Tarragona incidió en el incremento de la población en los años 70 y posteriores, superando los treinta mil en 1981 (especialmente debido al crecimiento de Valls). 
Actualmente, un total de 40 017 habitantes (INE 2005) habitan la comarca formada por 23 municipios. La mitad de la población se concentra en la capital, Valls, y el resto, disperso sobre el territorio en pequeños pueblos, entre los que destacan, por ser habitado por más de mil habitantes Alcover, Pla de Santa María, Vallmoll y Vilarrodona.

### Municipios
| Municipio                        | Población | Municipio                                  | Población |
| -------------------------------- | --------- | ------------------------------------------ | --------- |
| Aiguamurcia (Aiguamúrcia)        | 719       | Pla de Santa María (El Pla de Santa Maria) | 1903      |
| Alcover                          | 4405      | Puente de Armentera (El Pont d'Armentera)  | 596       |
| Alió                             | 384       | Puigpelat                                  | 789       |
| Bráfim (Bràfim)                  | 636       | Querol                                     | 359       |
| Cabra del Campo (Cabra del Camp) | 859       | La Riba                                    | 679       |
| Figuerola del Camp               | 318       | Rodoñá (Rodonyà)                           | 462       |
| Garidells (Els Garidells)        | 189       | Rourell (El Rourell)                       | 313       |
| La Masó                          | 285       | Vallmoll                                   | 1413      |
| Milá (El Milà)                   | 177       | Valls                                      | 22 851    |
| Montral (Mont-ral)               | 180       | Vilarrodona (Vila-rodona)                  | 1117      |
| Montferri                        | 225       | Vilabella                                  | 789       |
| Nulles                           | 369       |                                            |           |

## Comunicaciones
Por la comarca cruza la autopista AP-2 de noroeste a sureste por los municipios de Cabra del Campo, Pla de Santa María (salida 10) y Vilarrodona (salida 11). La N-240 cruza de norte a sur conectando los municipios de Valls, Vallmoll y Garidells. El llano sobre el que se asienta la comarca facilita sus comunicaciones hacia el sur. Un conjunto de carreteras comarcales vértebra los accesos a todos los municipios y entidades de población. 
El ferrocarril cruza también la comarca por su lado sur, para enlazar las líneas regionales de Renfe de Lérida a Barcelona. Entra desde Montblanch a Riba hasta Picamoixons (Valls) donde la línea se separa en dos ramales. Hacia el sur enlaza con Alcover para alcanzar el Bajo Campo (Reus). El otro ramal toma dirección sureste y tiene estaciones en Valls, Nulles-Bráfim y Vilavella hasta llegar al Tarragonés.
El tramo línea de tren de alta velocidad (AVE) Lérida-Barcelona pasa por la comarca pero no está previsto que efectúe ninguna parada.

## Consejo comarcal

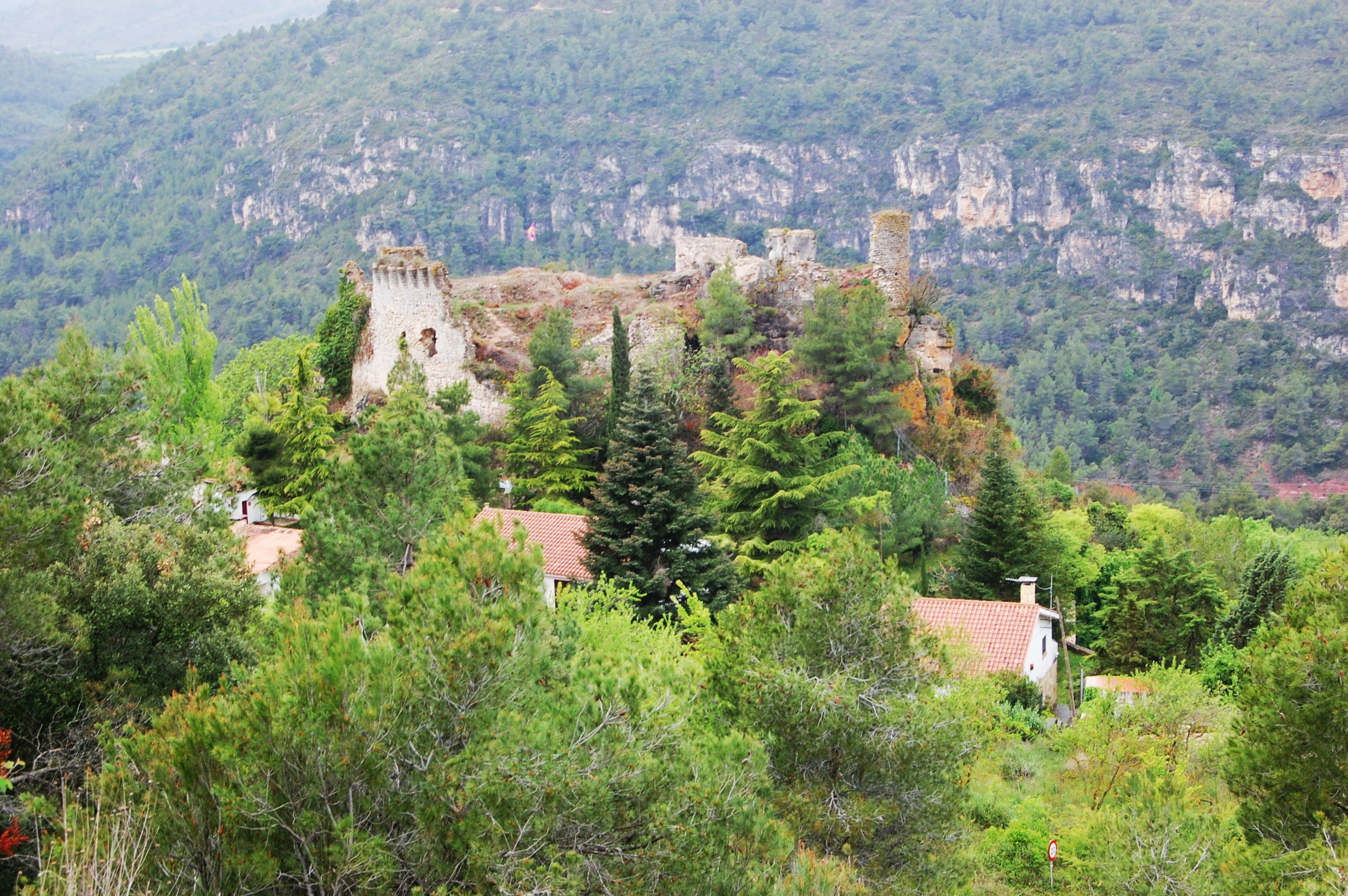
Castillo de Querol

La institución encargada de dirigir algunos organismos de alcance comarcal es el denominado Consejo Comarcal de Alto Campo. La elección de los consejeros de la institución se lleva a cabo mediante elecciones desde 1987 por un mandato de 4 años.
| Periodo   | Consejeros por partido                                                                                      |
| --------- | --- |
| 1987-1991 | 14 de CiU, 5 de PSC-PSOE                                                                                    |
| 1991-1995 | 12 de CiU, 4 de PSC-PSOE, 2 de Agrupacions d'Electors Associades, 1 de Unió Independents - Conca de Barberà |
| 1995-1999 | 12 de CiU, 5 de PSC-PSOE, 1 de ERC, 1 de Federació d'Independents de Catalunya                              |
| 1999-2003 | 10 de CiU, 4 de PSC-Progrés Municipal de Catalunya, 3 de ERC, 2 de Federació d'Independents de Catalunya    |
| 2003-2007 | 9 de CiU, 7 de PSC-Progrés Municipal, 2 de ERC-Acord Municipal, 1 de Agrupacions d'Electors Associades      |